# كلية الفنون الجميلة (جامعة المنيا)
كلية الفنون الجميلة بجامعة المنيا تعتبر من أوائل الكليات التي انشئت بعد نشأة جامعة المنيا. وثالث كلية فنون جميلة انشئت في مصر بعد جامعتي حلوان والأسكندرية.

## تاريخ الكلية
أنشئت كلية الفنون الجميلة بجامعة المنيا عام 1976 وذلك بعد صدور القرار الجمهوري بإنشاء جامعة المنيا عام 1975. وقد بدأت الدراسة في الكلية عام 1983 بملحق مبنى كلية العلوم، وفي عام 1990 قد تم الانتهاء من إنشاء المبنى الخاص للكلية والدراسة فيه.

## موقع الكلية
كلية الفنون الجميلة توجد داخل الحرم الجامعي بجامعة المنيا
وهي أول كليه بالجامعة عند الدخول من البوابة الرئيسية للجامعه
موقع الكلية الإلكتروني : www.farts.minia.edu.eg

## أقسام الكلية
- قسم الديكور.
- قسم الجرافيك.
- قسم التصوير.
- قسم النحت.

و كل تلك الأقسام بُدِأ الدراسة فيها عام 1990.
- قسم العمارة.
- قسم الترميم وصيانة الآثار.
- قسم الرسوم المتحركة (بعد أن كان شعبة في قسم الجرافيك).

و كل تلك الأقسام بُدِأ الدراسة فيها عام 1992 بعد صدور القرار لإنشائها.
و تُعتبر كلية الفنون الجميلة بجامعة المنيا هي التي بها أكثر الأقسام عن كليات الفنون الجميلة الأخرى.

## شروط الالتحاق بالكلية
- اجتياز امتحان القدرات للثانوية العامة (عمارة - فنون) بدرجة لائق.
- الحصول على شهادة الثانوية العامة بدرجة ناجح وان يكون مجموعه مساوياً للمجموع الذي تحدده الكلية في عملية تنسيق القبول بالجامعات أو أعلى.
- لدخول قسم العمارة : وجوب اجتياز امتحان القدرات (عمارة) بدرجة لائق وأن يكون الطالب من شعبة علمي رياضة.
- لدخول أقسام الفنون : وجوب اجتياز امتحان القدرات (فنون) بدرجة لائق وان يكون الطالب من الشعبة العلمية أو من الشعبة الأدبية.
- لدخول قسم الديكور : وجوب اجتياز امتحان القدرات (فنون) بدرجة لائق وان يكون الطالب من الشعبة العلمية
- شهاده الثانوية الصناعية الدفعة الجديدة 2010/2011قسمى (فن النحت والبناء والزخرفة) بعد دراسة المنهج الجديد لماده الفيزياء

## مدة الدراسة
الدراسة خمس سنوات للعمارة والفنون والديكور. منها سنة إعدادية (سنة إعدادية لتخصص العمارة أو الديكور وسنة إعدادية عامة لتخصص الفنون وبالتقديرات يتم اختيار الاقسام) وذلك لنيل درجة البكالوريوس.